# Agenda Parva
De Agenda Parva (latijn voor kleine agenda) is een in 1622 te Braunsberg verschenen handboek voor de zielenzorg. Het bevat teksten in het Lets, Estisch, Pools en Duits.
Het bevat de oudst bewaard gebleven teksten in het Zuidestisch.
Een eerste grammatica verscheen in Johannes Gutslaffs Observationes Grammaticæ circa linguam Estonicam. Het Zuidestisch hield niet lang stand, en bijgevolg is de Agenda Parva een van de weinige bewaard gebleven Zuidestische geschriften.